# Momčilo Perišić
Momčilo Perišić es un ex-general serbio que se desempeñó como Jefe del Estado Mayor de las Fuerzas Armadas de Yugoslavia entre 1993 y 1998.

## Antecedentes personales
Nació el 22 de mayo de 1944 en Koštunići, Serbia, en la República Federativa Socialista de Yugoslavia ("SFRY").

## Carrera Militar
Después de unirse al Ejército Popular Yugoslavo (JNA), se graduó de la Academia Militar de las Fuerzas Terrestres en 1966.
Cuando comenzó el conflicto en la ex Yugoslavia, Perišić era Comandante del Centro de Artillería de la JNA en Zadar, Croacia.
En enero de 1992, fue nombrado comandante del 13.° Cuerpo del JNA recién establecido en la región de Mostar, Bosnia y Herzegovina (BiH).

### Guerra de Bosnia
Después de la retirada formal de JNA de BiH en mayo de 1992, Perišić se convirtió en jefe de Estado Mayor y luego en Comandante del 3.er Ejército dentro del Ejército Yugoslavo (VJ) con sede en Niš, Serbia.
El 26 de agosto de 1993, el presidente de la República Federal de Yugoslavia (RFY) nombró a Perišić como Jefe del Estado Mayor de VJ, un cargo que lo convirtió en el oficial de mayor rango en el VJ.
Ocupó este cargo hasta el 24 de noviembre de 1998.

## Vida política
En noviembre de 1998, el presidente de la República Federal de Yugoslavia lo nombró asesor gubernamental para asuntos de defensa.
En marzo de 2002, Perišić, siendo vice primer ministro y diputado de Serbia fue puesto en libertad el 15 de ese mes por el Tribunal Militar de Belgrado. Detenido el 14 en un restaurante de la capital serbia, junto con un diplomático de Estados Unidos, por la policía militar, Perišić fue acusado de haber entregado documentos relacionados con el juicio en La Haya por crímenes de guerra contra el expresidente yugoslavo, Slobodan Milošević. El juez de instrucción militar consideró que no existían bases legales para que se imponga a los arrestados una detención preventiva.

## Juicio en el ICTY
El 24 de febrero de 2005 el fiscal del Tribunal Penal Internacional para la ex-Yugoslavia hizo su primera acusación, a cual fue hecha pública el 7 de marzo de 2005.
Según la acusación, Perišić, como el oficial de mayor rango en el VJ, tenía autoridad de jure y de facto para:
- tomar e implementar decisiones para el Estado Mayor VJ y todas las unidades subordinadas;
- emitir órdenes, instrucciones y directivas, y asegurar su implementación; y
- transferir y enviar al personal de VJ al Ejército de la República Srpska (VRS) y al Ejército de la República Serbia de Krajina (SVK) a través de los Centros de Personal 30.º y 40.º del Estado Mayor de VJ para tareas temporales cortas o períodos indefinidos más largos.
Fue acusado sobre la base de responsabilidad penal individual por ayudar e incitar en la planificación, preparación o ejecución de asesinatos, actos inhumanos, persecuciones por motivos políticos, raciales o religiosos, exterminio y ataques contra civiles. También fue acusado, en su calidad de oficial superior, por no tomar las medidas necesarias y razonables para prevenir o castigar los crímenes cometidos por sus subordinados.
El 6 de septiembre de 2011 fue condenado a 27 años de prisión.
Luego de su apelación, el 28 de febrero de 2013 fue absuelto de todos sus cargos. Los jueces de La Haya dijeron que Perišić no había ordenado a las fuerzas serbias en Bosnia que usaran la ayuda militar enviada desde Belgrado para la comisión de delitos. También dictaminaron que no había estado en condiciones de disciplinar a los soldados serbocroatas por bombardear la capital croata, Zagreb. Asimismo, ordenaron su inmediata libertad.